# 湿津村
湿津村（うるつむら）は、かつて千葉県市原郡に存在し、昭和の大合併により廃止された村。現在の市原市の北東部（市津地区）に所在していた。

## 地理
市原郡（郡域はほぼ現在の市原市と重なる）の北東部に位置した村である。1916年（大正5年）時点で、北に菊間村、東に市東村、南に長生郡長柄村、西南に養老村、西に市西村・市原村と接する。
1916年（大正5年）に編纂された『千葉県市原郡誌』によれば、潤井戸（うるいど）、犬成（いぬなり）、大作（おおさく）、喜多（きた）、滝口（たきぐち）、葉木（はぎ）、勝間（かつま）、荻作（おぎさく）、小田部（おだっぺ）、神崎（かんざき）、下野（しもの）、久々津（くくつ）の12区（いずれも町村制施行以前の旧村＝大字）からなる。

## 歴史
湿津村は、1889年（明治22年）の町村制施行にともない市原郡犬成村・大作村・喜多村・滝口村・葉木村・勝間村・荻作村・小田部村・神崎村・潤井戸村・下野村・久々津村が合併して発足した。「前史」節では、そこに至るまでのこの地域の状況を概説する。町村制以前の各村（各大字）の詳細については、それぞれの項目を参照のこと。

### 前史

#### 前近代
『和名抄』には市原郡の村田川源流近くに湿津（うるいづ）郷があったと記す。「潤井戸」は「湿津」が転じたものとされ、江戸時代初期には永井尚政が当地周辺で1万石の知行地を与えられ、陣屋が置かれた（潤井戸藩）。

#### 明治初年から町村制施行まで
大政奉還後の明治元年（1867年）、当地はいったん安房上総知県事（のちの宮谷県）の管轄となった。その後、潤井戸などは鶴舞藩井上氏領、勝間などは菊間藩水野家領となった。明治4年（1871年）、廃藩置県と府県統合を経て当地は木更津県所属となり、1873年（明治6年）6月に千葉県が発足するとその所属となった。
郡区町村編制法のもと、1878年（明治11年）には潤井戸・下野・喜多の連合（役場所在地は潤井戸）、犬成・大作・葉木・滝口の連合（役場所在地は滝口）、勝間・山倉・小田部・荻作・久々津・神崎の連合（役場所在地は荻作）が生まれ、それぞれに連合戸長役場を置いた。1884年（明治17年）の戸長役場再編により潤井戸・下野・喜多・番場・押沼・中野・瀬又の連合（役場所在地は潤井戸）と犬成・大作・葉木・滝口・勝間・小田部・荻作・久々津・神崎の連合（役場所在地は犬成）が編成された。

### 村史
1889年（明治22年）、上記2つの連合のうち12か村が合併し湿津村が発足した（番場・押沼・中野・瀬又は市東村に加わった）。

### 町村制施行以後の行政区画変遷年表
- 1889年（明治22年）4月1日 - 町村制施行に伴い、犬成村・大作村・喜多村・滝口村・葉木村・勝間村・荻作村・小田部村・神崎村・潤井戸村・下野村・久々津村が合併し市原郡湿津村が発足。
- 1955年（昭和30年）2月11日 - 市東村と合併し市津村となり消滅。
- 1961年（昭和36年）4月1日 - 市津村が町制施行し市津町になる。
- 1963年（昭和38年）5月1日 - 市津町・市原町・五井町・三和町・姉崎町が合併し、市原市が発足。市津町は消滅。

## 交通

### 道路
1916年（大正5年）に編纂された『千葉県市原郡誌』によれば、村域の中央を浜野から庁南を経て勝浦に至る街道（茂原街道、現在の千葉県道14号千葉茂原線に相当する道筋）が縦貫している。このほかに、潤井戸と誉田駅（現在の外房線の駅）
を結ぶ枢要里道がある。
村内の里道はおおむね平坦で、青年団による整備活動もあいまって快適な交通を実現しているという。